# Nemonychidae
Nemonychidae là một họ côn trùng thuộc bộ Coleoptera.

## Các chi
- Nemonyx